# Isidore Geoffroy Saint-Hilaire
Isidore Geoffroy Saint-Hilaire (* París, 16 de desembre del 1805 - 10 de novembre del 1861) fou un zoòleg francès, fill del també zoòleg Étienne Geoffroy Saint-Hilaire.
Fou un dels més cèlebres investigadors de la teratologia.